# Унгурс, Эдуард Антонович
Эдмунд Августович Унгурс (1928—1986) — советский волейболист. Мастер спорта СССР (1956).

## Биография
Уроженец Латвии (Прибалтика).
Много лет играл в одесском «Буревестнике» и в команде СКА (Одесский ВО), от которой на шефских началах организовал и тренировал команду юношей средней школы № 57 г. Одессы в 1962-63 гг.
Нападающий. Чемпион летней Спартакиады народов СССР 1956 года. Бронзовый призёр чемпионатов СССР 1954, 1955, 1957 года.
Бронзовый призёр чемпионата мира 1956 года.
Инструктор физкультуры.